# Narutō (Chiba)
Narutō (jap. 成東町 Narutō-machi) - byłe miasteczko w środkowej części Japonii (prefektura Chiba) na wyspie Honsiu.
W 2006 Narutō połączono z miastami Sanbu i Matsuo oraz wioską Hasunuma, tworząc nowe miasto o nazwie Sanmu.